# Aviatik

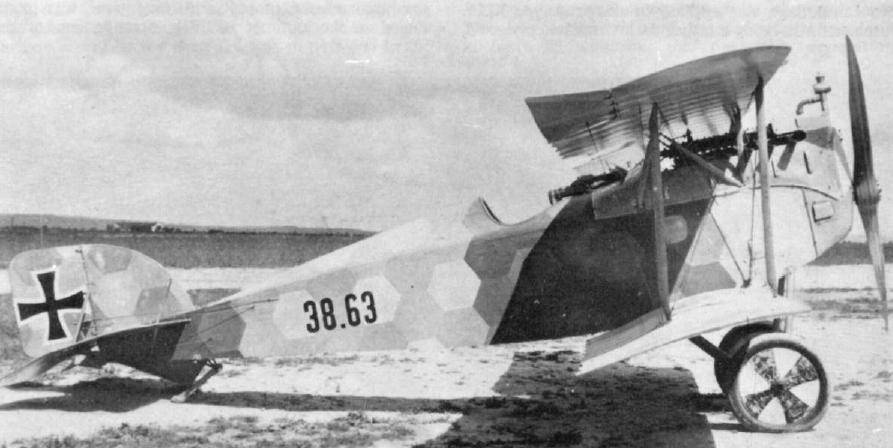
Aviatik (Berg) D.I construit par Ö-UF Aviatik pour l'armée austro-hongroise.

Aviatik Automobil und Flugapparatefabrik est une entreprise de construction automobile et aéronautique allemande fondée en 1910 par Georges Châtel à Bourtzwiller (aujourd'hui rattachée à Mulhouse), en Alsace alors allemande.

## Historique
L'entreprise a d'abord fabriqué sous licence des avions français Hanriot et Farman avant de développer ses propres modèles à partir de 1912. Lorsque la Première Guerre mondiale éclata, l’Alsace fut jugée trop vulnérable et Aviatik préféra s’installer à Fribourg-en-Brisgau, de l’autre côté du Rhin, dès le mois d'août 1914. Après avoir créé une filiale austro-hongroise à Vienne, Ö-UF Aviatik (généralement désignée Aviatik-Berg ou Aviatik (Berg), du nom de son ingénieur en chef Julius von Berg), Automobil und Aviatik AG s’installa définitivement à Leipzig-Heiterblick en 1916. Aviatik a fermé définitivement ses portes en 1920.
Selon les archives de la ville de Mulhouse, William Boeing le fondateur de la société de même nom aurait même "fait quelques stages dans la société de construction aéronautique mulhousienne Aviatik",. 

## Production aéronautique

### Avions de reconnaissance non armés et d'entraînement
- 1914 : Aviatik B.I (P.15B)
- 1914 : Aviatik B.II (P.15A)

### Avions de reconnaissance
- 1915 : Aviatik C.I (P.25)
- 1915 : Aviatik C.II
- 1915 : Aviatik C.III
- 1916 : Aviatik C.V
- 1916 : Aviatik C.VI - en fait un modèle DFW C.V fabriqué sous licence
- 1917 : Aviatik C.VIII
- 1918 : Aviatik C.IX

### Avions de chasse
- 1916 : Aviatik D.I
- 1916 : Aviatik D.II
- 1917 : Aviatik D.III
- 1918 : Aviatik D.IV
- 1918 : Aviatik D.V
- 1918 : Aviatik D.VI
- 1918 : Aviatik D.VII (en)

Au total, la production des différents modèles est estimée à :
- 246 avions de type B
- 2 259 avions de type C
- 80 avions de type D
- 10 avions de type G
- 9 avions de type R